# Rhamphomyia erecta
Rhamphomyia erecta är en tvåvingeart som beskrevs av Bartak 1998. Rhamphomyia erecta ingår i släktet Rhamphomyia och familjen dansflugor. Inga underarter finns listade i Catalogue of Life.